# Хайберський прохід

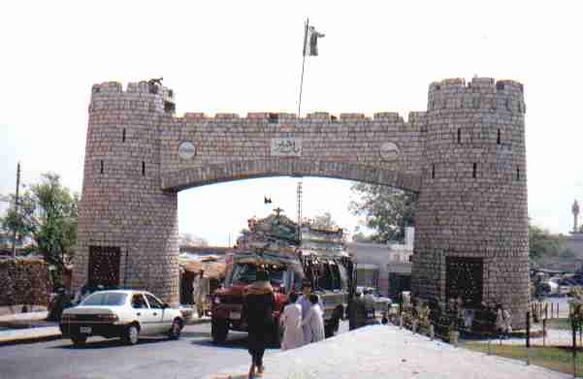
Брама до проходу у Пешаварі

34°06′36″ пн. ш. 71°06′42″ сх. д. / 34.11° пн. ш. 71.111666666667° сх. д.
Хайберський прохід (урду تنگه خیبر; пушту د خيبر دره, трансліт. De Xēber Dara, дос. «Долина Хайбер» [d̪ə xebər d̪ara]) — гірський прохід на кордоні Афганістану і Пакистану, 
Ущелина завглибшки 400–900 м,що проходить через північно-східну частину хребта Спін-Ґар (Сафед Кох). Довжина проходу становить 53 км, ширина 15–310 м, абсолютна висота 1030 м. 
Прокладено шосе Пешавар — Кабул та залізницю.
Ним прямував стародавній Шовковий шлях, є одним з найстаріших відомих проходів у світі. Протягом всієї історії це був важливий торговий шлях між Центральною і Південною Азією і мав стратегічне значення з військової точки зори. Найвища точка перевалу знаходиться за 5 км на території Пакистану в Ланді-Котал (1 070 м)  Північніше проходу протікає річка Кабул.
Хайберський прохід починається від пакистанського міста Джамруд (491 м), приблизно 15 км на захід від Пешавара. Проходом прокладена залізниця та автострада Пешавар - Кабул, що прямує з пакистанського боку до кордону. Дорога прямує серпантином завдовжки 48 км, минаючи найвужче місце, де відстань між стінами каньйону становить 15 м, і закінчується в афганському місті Торхам. Автостраду було побудовано британцями в 1879 році, а будівництво залізниці Джамруд — Ландікотал зайняло 6 років і завершилося в 1925 році. Має принаймні 34 тунелі і 92 мости, кошторис на кінець ХІХ сторіччя становив понад 2 000 000 фунтів.
Має два маршрути: автостраду і трохи вище від неї стежку для традиційних караванів.
Перші історичні переходи через Хайберський прохід починаються з походів Александра Македонського. Прохід також використовувався при завоюванні Південної Азії мусульманами, яке призвело до утворення Імперії Великих Моголів у 1526 році.
Хайберський прохід також використовувався у трьох англо-афганських війнах у 1838–42, 1878–80 та 1919 роках. На схилах проходу розташовані пам'ятки і форти, створені британцями в той час.
На початок ХХІ сторіччя під час проведення зачистки Афганістану військами НАТО, Хайберський прохід є провідним логістичним маршрутом постачання вояків НАТО. Через це, таліби декілька разів намагалися блокувати прохід наприкінці 2008 року і початку 2009 року, під час талібо-пакистанського конфлікту.
У лютому 2009 року таліби зруйнували міст біля перевалу, приблизно за 25 км північний захід від Пешавару. Хоча атака на міст не мала на меті нанесення стратегічного удару, це спонукало НАТО, шукати інші шляхи постачання військ в Афганістані.
Район проходу відомий зокрема неліцензійним виробництвом копій стрілецького озброєння.

## Ресурси Інтернету
- Video relativo al Paso de Jáiber grabado por un viajero en 1990
- Paso Jaiber entre Pakistán y Afganistán [Архівовано 29 жовтня 2013 у Wayback Machine.]
- Pakistán reabre frontera afgana y da paso a suministros OTAN (11 octubre 2010)[недоступне посилання з травня 2019]
- Un poco de historia sobre Pakistán [Архівовано 29 жовтня 2013 у Wayback Machine.]